# Josef Vlček
Josef Vlček (6. června 1920 Kaňovice – 28. července 2015 Olomouc) byl moravský katolický aktivista, publicista a žurnalista, vydavatel a předseda Matice cyrilometodějské.

## Životopis
V devíti letech vstoupil jako čekatel do salesiánské kongregace ve Fryšťáku, kde pak setrval až do roku 1939. V mládí byl hodně činný v katolickém sportovním hnutí Orel, za který byl ještě počátkem roku 1939 účasten na evropském sletu katolických sportovních organizací v Jugoslávii. Ve Fryšťáku dálkově vystudoval gymnázium. Roku 1939 následně po dohodě s představenými a na základě přání otce Ignáce Stuchlého, který jej výrazně ovlivnil v jeho duchovním vývoji, z kongregace odešel a vstoupil do Arcibiskupského kněžského semináře v Olomouci a ke studiu na Cyrilometodějské bohoslovecké fakultě. Studia byl však nucen po zrušení všech českých vysokých škol přerušit a jen díky štěstí se vyhýbal nuceným pracím v Německu (pracoval na Moravě u jednoho živnostníka). Po roce 1945 působil jako generální tajemník Matice cyrilometodějské, po roce 1948 zastupoval biskupa Štěpána Trochtu ve vyjednávání mezí církví a státem za udržení církevního školství. Roku 1947 se navíc stal tajemníkem Ústředí svobodných škol. V srpnu 1948 se oženil s Ludmilou Schönweitzovou, nedlouho poté se jim narodila dcera Jana. Rodinné štěstí však netrvalo dlouho. Po vyhrocení situace v roce 1949 byl přinucen spolu se skupinou dalších lidí k útěku za hranice. Ten se však nepodařil – skupina byla vyzrazena a Vlček byl spolu se skupinou dalších katolických intelektuálů (mezi nimi i dominikán Reginald Dacík) ve vykonstruovaném politickém procesu Valena a spol. v první instanci odsouzen k trestu smrti, který mu následně byl změněn na 21 let vězení. Byl vězněn celkem deset let. Během výkonu trestu pracoval jako vězeň v uranových dolech v Jáchymově. Propuštěn byl po amnestii v roce 1960.

### Období pražského jara a normalizace
V roce 1968 se stal tajemníkem Díla koncilové obnovy olomoucké arcidiecéze a pracoval jako v olomoucké pobočce tiskového družstva Logos. Dílo bylo však nastupující normalizací zakázáno. Do roku 1970 pracoval jako pastorační referent Arcibiskupství olomouckého. Toto zaměstnání musel po roce 1970 opustit, pracoval poté jako skladník ve Flóře Olomouc. V průběhu 70. a 80. let vydával samizdatově náboženskou literaturu. Roku 1981 byl znovu zatčen a společně se svými spolupracovníky Rudolfem Smahelem, Františkem Líznou, Janem Odstrčilem, Janem Krumpholcem a Josefem Adamkem odsouzen za nedovolené podnikání na 20 měsíců vězení. Vazbu strávil ve věznici Plzni-Bory, kde se seznámil s pozdějším prezidentem Václavem Havlem a pražským arcibiskupem Dominikem Dukou. Během věznění se však u něj projevili srdeční potíže a další neduhy, které byly následky předchozího věznění. Jakmile se zde zprostředkovaně díky P. Líznovi dozvěděl, že po světě se z Polska šíří fenomén soukromého zjevení Božího milosrdenství sestře Faustýně Kowalské, začal se modlit na tento úmysl a zaslíbil se Panně Marii, že jakmile se dostane z vězení, tak bude dělat vše proto, aby o tom šířil poselství dál. Náhle pak i díky intervenci mnoha osobností v západních médiích (zejména Rádiu Svobodná Evropa) došlo k jeho propuštění po uplynutí poloviny trestu.

### Činnost po roce 1989
Po listopadu 1989 obnovil pod čestným předsednictvím kardinála Františka Tomáška spolek Matice cyrilometodějská, jehož pak byl předsedou a ředitelem stejnojmenného nakladatelství se sídlem v Olomouci až do své smrti. V roce 1993 spoluzaložil týdeník Světlo. Podílel se na příchodu Mariánského kněžského hnutí do ČR, stal se následně i jeho generálním tajemníkem. Znal se osobně téměř se dvěma třetinami kardinálského kolegia. Mezi jeho blízké přátele patřil také kardinál Alfons Maria Stickler. Mnoho let vedle mariánské spirituality výrazně podporoval také tradiční římský ritus (tzv. tridentskou mši). V roce 2014 se stal ještě ve velmi pokročilém věku nejdříve řádným – následně čestným – členem spolku Una Voce Česká republika.
V červnu 2005 obdržel Cenu města Olomouce za rok 2004 v oblasti publicistika a žurnalistika. V roce 2010 obdržel z rukou prezidenta Václava Klause Řád Tomáše Garrigua Masaryka. Byl také navíc držitelem Řádu sv. Silvestra, papeže.
V posledním roce života jej trápila celá řada zdravotních problémů. Zemřel v přítomnosti rodiny v hospici na Svatém Kopečku 28. července 2015. Pohřben byl arcibiskupem Janem Graubnerem 31. července a jeho tělo bylo uloženo do rodinné hrobky na olomouckém ústředním hřbitově.

## Udělená ocenění
- Osobnost roku časopisu Mezinárodní katolický report (1997)
- Řád svatého Silvestra (2010)
- Řád Tomáše Garrigua Masaryka (2010)